# Norbert Schultze
Norbert Arnold Wilhelm Richard Schultze (n. 26 ianuarie 1911, Braunschweig, Imperiul German – d. 14 octombrie 2002, Bad Tölz, Bavaria, Germania)  a fost un compozitor și dirijor german, care a compus în special opere și muzică de film. Este cunoscut în special pentru melodia „Lili Marleen”.

## Biografie
Tatăl său, Walter Schultze (1880–1964), era medic, profesor de boli tisulare, bacteriologie și asistență medicală publică la  Universitatea Tehnică din Braunschweig (Technische Universität Carolo-Wilhelmina zu Braunschweig). Mama sa, Etelka Somme, era și ea profesoară.
Norbert Schultze a urmat cursurile Gimnaziului Real (Gymnasium Neue Oberschule) din Braunscweig. În 1929 s-a înscris la Conservatorul de Muzică din Köln (Staatliche Musikhochschule Köln, în prezent Hochschule für Musik und Tanz Köln unde a luat lecții de compozție cu  Hermann Abendroth (1883–1956)]] și lecții de stiița armoniei și instrumentație cu Philipp Jarnach (1892–1982]. In acelasi timo a urmat, timp de trei semestre, cursuri de teatrologie.  . 
În 1932, Norbert Schultze s-a căsătorit cu actrița Vera Spohr, cu care a avut o fiică, însă ulterior a divorțat. În 1943 s-a însurat cu actrița bulgară Ivanka Nikolova Yanakieva (cunoscută îm Germania sub numele de Iwa Wanja, cu care a avut doi fii Norbert Schultze Jr. și Kristian Schultze. După decesul acesteia, în 1992, s-a însurat cu Brigitt Salvatori.
Nofbert Schultze a murit în 2002 la Bad Tölz; Districtul Bad Tölz-Wolfratshausen, Bavaria, Germania, fiind înmormânat în Cemitirul Central din Braunschweig

## Lucrări principale

### Cântece
- Auf meines Kindes Tod
- Im Abendrot
- Die Nachtblume
- Bin worden alt;
- Wenn ich in Nächten wandre
- Das alte Lied
- Winterliches Schlummerlied
- Ich möchte so sein wie du mich willst
- Bomben auf Engelland
- Panzer rollen in Afrika vor
- Panzer in Afrika
- Unser Rommel (Wir sind das deutsche. Afrika-Korps)rand);
- Heiß war der TagLied (Lied der. Panzergrenadiere);
- Von Finnland bis zum Schwarzen Meer
- Voran, voran, Panzer voran (Lied der Panzergruppe Kleist)
- Lili Marleen
- Lied vom deutschen U-Boot-Mann
- (Heimat so weit von hier (U-Bootlied)
- Du bist mein kleiner Kamerad', 1942
- Nimm mich (uns) mit, Kapitän, auf die Reise
- Kleine weiße Möwe
- Ach ich hab in meinem Herzen darinnen
- Oh signorina-rina-rina
- Mütterchen Rußland
- Bonjour Berlin, da bin ich wieder
- Wenn du schläfst
- Trippel-trappel Pony
- Die kleine Tempelglocke aus Neu-Delhi

### Opere și balete
- Aspasia, operetă, 1933
- Urlaub vom Alltag, musical, 1934
- Schwarzer Peter, operă 1936
- Struwwelpeter,  balet, 1937
- Max und Moritz, balet, 1938
- Der Teufel ist los piesă muzicală pentru copii, 1939;
- Maria im Walde, operă, 1940
- Das kalte Herz, operă, 1943
- Wir können uns das leisten revistă, 1949;
- Käpt’n Bye-Bye, musical, 1950
- Regen in Paris, operetă, 1957
- Peter der Dritte, operă, 1964
- Prinzessin auf der Erbse, operă
- Das tapfere Schneiderlein, operă, 1980
- Schneekönigin, operă
- Schneewittchen, operă 1981

### Muzică de filme
- 1938: Renate im Quartett
- 1938: Frau nach Maß
- 1938: Romancero Maroqui
- 1939: Sommer, Sonne, Erika
- 1939: Schneewittchen und die sieben Zwerge
- 1939: Gold in New Frisco
- 1939: Feuertaufe
- 1940: Aus erster Ehe
- 1940: Bismarck
- 1940: Das neue Asien
- 1941: Ich klage an
- 1941: Kampfgeschwader Lützow
- 1942: Ferien vom Ich
- 1942: Der Fall Rainer
- 1942: G.P.U.
- 1942: Front am Himmel (documentar)
- 1942: [[Sprung in den Feind (documentar)
- 1943: Symphonie eines Lebens
- 1943/1944: Eine kleine Sommermelodie
- 1944: Die Affäre Roedern
- 1945: Das Leben geht weiter
- 1945: Kolberg
- 1949: Hallo - Sie haben Ihre Frau vergessen
- 1949: Die Nacht der Zwölf
- 1949: 12 Herzen für Charly
- 1950: Es kommt ein Tag
- 1951: Spielerei (scurt metraj)
- 1952: Der Tag vor der Hochzeit
- 1953: Käpt’n Bay-Bay
- 1953: Nur nicht aufregen
- 1953: Zwerg Nase
- 1953: Das tanzende Herz
- 1953: Geliebtes Leben
- 1953: So war unser Rommel (documentar)
- 1954: Ein Leben für Do
- 1954: Rittmeister Wronski

König Drosselbart 
Zehn kleine Negerlein
- 1954: Unternehmen Edelweiß

Der Froschkönig
- 1955: Die Mädels vom Immenhof
- 1955: Der fröhliche Wanderer
- 1955: Oberarzt Dr. Solm

Ein Mann vergißt die Liebe
Der fröhliche Wanderer
- 1955: Mamitschka
- 1955: Roman einer Siebzehnjährigen
- 1955: Das Sandmännchen
- 1955: Wie einst, Lili Marleen
- 1956: Max und Moritz
- 1956: Was die Schwalbe sang
- 1957: Aufruhr im Schlaraffenland
- 1957: Die Freundin meines Mannes
- 1957: Jede Nacht in einem anderen Bett
- 1958: Das Mädchen Rosemarie
- 1958: U 47 – Kapitänleutnant Prien
- 1958: Ist Mama nicht fabelhaft?
- 1958: Es war die erste Liebe

Liebe, Luft und lauter Lügen
- 1960: Der Gauner und der liebe Gott
- 1960: Soldatensender Calais
- 1960: Stefanie in Rio
- 1963: Moral 63

chwarzer Peter - Märchenoper für kleine und große Leute (TV Movie)
```
1965Peter III. (TV Movie)
1964Fahrt ins Blaue (TV Movie)
```

- 1976: Rosemaries Tochter

### Muzica pentru seriale de televiziune
- Till, der Junge von nebenan (1967-1968)
- Doppelgänger (1971)
- Meine Schwiegersöhne und ich (1967-1970)
- Die Pulvermänner (1971-1972)